# Monti Kurundja
I Monti Kurundja (in russo Курундя?; in lingua sacha: Курундьа сис) sono una catena montuosa che fa parte del sistema dei Monti Čerskij e si trova nel territorio della Sacha (Jacuzia), in Russia.
I Kurundja si trovano nella parte nord-occidentale del sistema dei Čerskij. Sono delimitati a nord-est dal fiume Njanneli (o Nenneli, tributario dell'Ol'dë); a ovest si snoda la valle del Tuostach, a sud scorre il fiume Dogdo, suo affluente di destra, che divide i Kurundia dai monti Dogdo. L'altezza massima della catena è quella di un picco senza nome alto 1919 m. La sua lunghezza è di circa 80 km.